# Rajd Włoch 1992
Rajd San Remo 1992 - Rajd Włoch (34. Rallye Sanremo - Rallye d'Italia) – 34 Rajd San Remo rozgrywany we Włoszech w dniach 11-15 października. Była to jedenasta runda Rajdowych Mistrzostw Świata w roku  1992. Rajd został rozegrany na nawierzchni asfaltowej i szutrowej. Bazą rajdu było miasto San Remo.

## Wyniki końcowe rajdu[1]
| Msc. | Kierowca            | Pilot              | Samochód                    | Czas    | Strata | Grupa | Punkty |
| ---- | ------------------- | ------------------ | --------------------------- | ------- | ------ | ----- | ------ |
| 1    | Andrea Aghini       | Sauro Farnocchia   | Lancia Delta HF Integrale   | 5:52.11 | 0.0    | A8    | 20     |
| 2.   | Juha Kankkunen      | Juha Piironen      | Lancia Delta HF Integrale   | 5:52.51 | +0.40  | A8    | 15     |
| 3.   | François Delecour   | Daniel Grataloup   | Ford Sierra RS Cosworth 4x4 | 5:53.53 | +1.42  | A8    | 12     |
| 4.   | Miki Biasion        | Tiziano Siviero    | Ford Sierra RS Cosworth 4x4 | 5:54.06 | +1.55  | A8    | 10     |
| 5.   | Alex Fiorio         | Vittorio Brambilla | Lancia Delta HF Integrale   | 6:00.58 | +8.47  | A8    | 8      |
| 6.   | Gilberto Pianezzola | Loris Roggia       | Lancia Delta HF Integrale   | 6:08.20 | +16.19 | A8    | 6      |
| 7.   | Piero Liatti        | Luciano Tedeschini | Lancia Delta HF Integrale   | 6:13.28 | +21.17 | A8    | 4      |
| 8.   | César Baroni        | Philippe David     | Lancia Delta HF Integrale   | 6:15.50 | +23.59 | A8    | 3      |
| 9.   | Bruno Thiry         | Stéphane Prévot    | Opel Calibra 16V            | 6:37.39 | +45.28 | A7    | 2      |
| 10.  | Giovanni Manfrinato | Claudio Condotta   | Ford Sierra RS Cosworth 4x4 | 6:42.18 | +50.07 | N4    | 1      |

## Klasyfikacja po 11 rundach
Tabele przedstawiają tylko pięć pierwszych miejsc.

### Kierowcy
| Lp. | Kierowca          | Pkt |
| --- | ----------------- | --- |
| 1   | Didier Auriol     | 120 |
| 2   | Juha Kankkunen    | 107 |
| 3   | Carlos Sainz      | 104 |
| 4   | Massimo Biasion   | 52  |
| 5   | Francois Delecour | 45  |

### Producenci
| Lp. | Producent  | Pkt |
| --- | ---------- | --- |
| 1   | Lancia     | 140 |
| 2   | Toyota     | 108 |
| 3   | Ford       | 84  |
| 4   | Subaru     | 43  |
| 5   | Mitsubishi | 38  |